# Becaina
|  | No s'ha de confondre amb migdiada. |

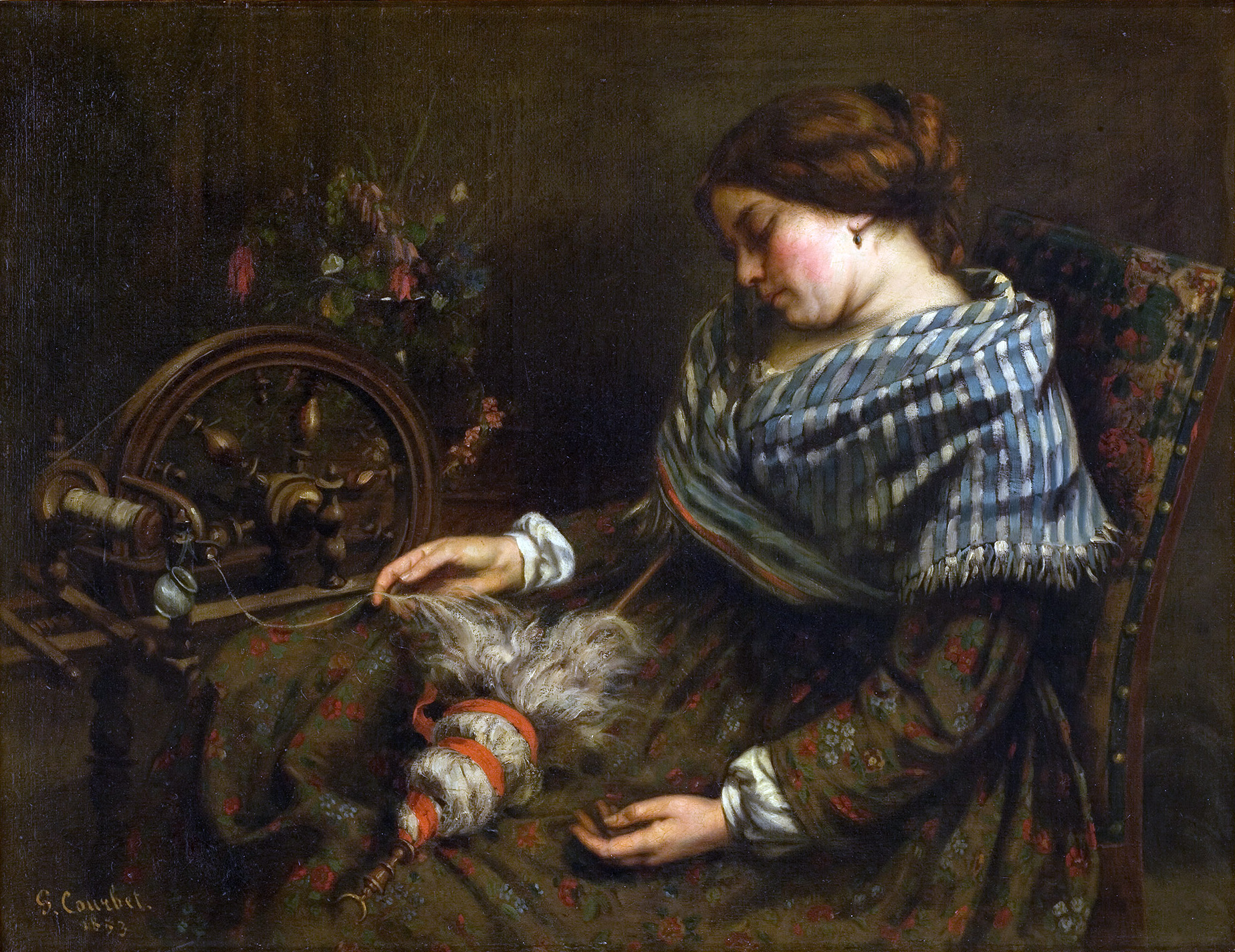
Filadora fent una becaina

La becaina, becada, becadeta, xubec, o rebeca és un curt període de son, que normalment es pren durant les hores diürnes com a complement del període habitual de son nocturn. Les migdies es solen prendre com a resposta a la somnolència durant les hores de vigília. La becaina és una forma de son bifàsic o polifàsic, on aquests últims termes també inclouen períodes de son més llargs a més d'un període únic.
Des de fa anys, els científics han estat investigant els beneficis de la becaina, inclosa la becaina de 30 minuts, així com la durada de la son de 1 a 2 hores. S'ha provat el rendiment en una àmplia gamma de processos cognitius.

## Beneficis

### Rebeca prescrita per als trastorns del son
S'ha demostrat que es pot millorar la somnolència diürna excessiva (SED) mitjançant la becaina prescrita en narcolèpsia. A part de la narcolèpsia, no s'ha demostrat que les rebeques siguin beneficioses per a l'EDS en altres trastorns del son.

## Efectes negatius

### Inèrcia del son
Es coneix com a inèrcia del son l'estat de molèstia, deteriorament de la cognició i desorientació experimentat en despertar del son. Aquest estat redueix la velocitat de les tasques cognitives però no té efectes sobre la precisió del rendiment de la tasca. Els efectes de la inèrcia del son poques vegades duren més de 30 minuts en absència de privació prèvia del son.

### Associació amb riscos per a la salut en persones grans
La investigació epidemiològica ha suggerit que la becaina és un factor de risc de morbiditat i mortalitat en persones grans.

### Sobre els trastorns del son
Per a la hipersomnia idiopàtica, els pacients solen experimentar inèrcia del son i no es refresquen després d'una becaina.

## Power nap

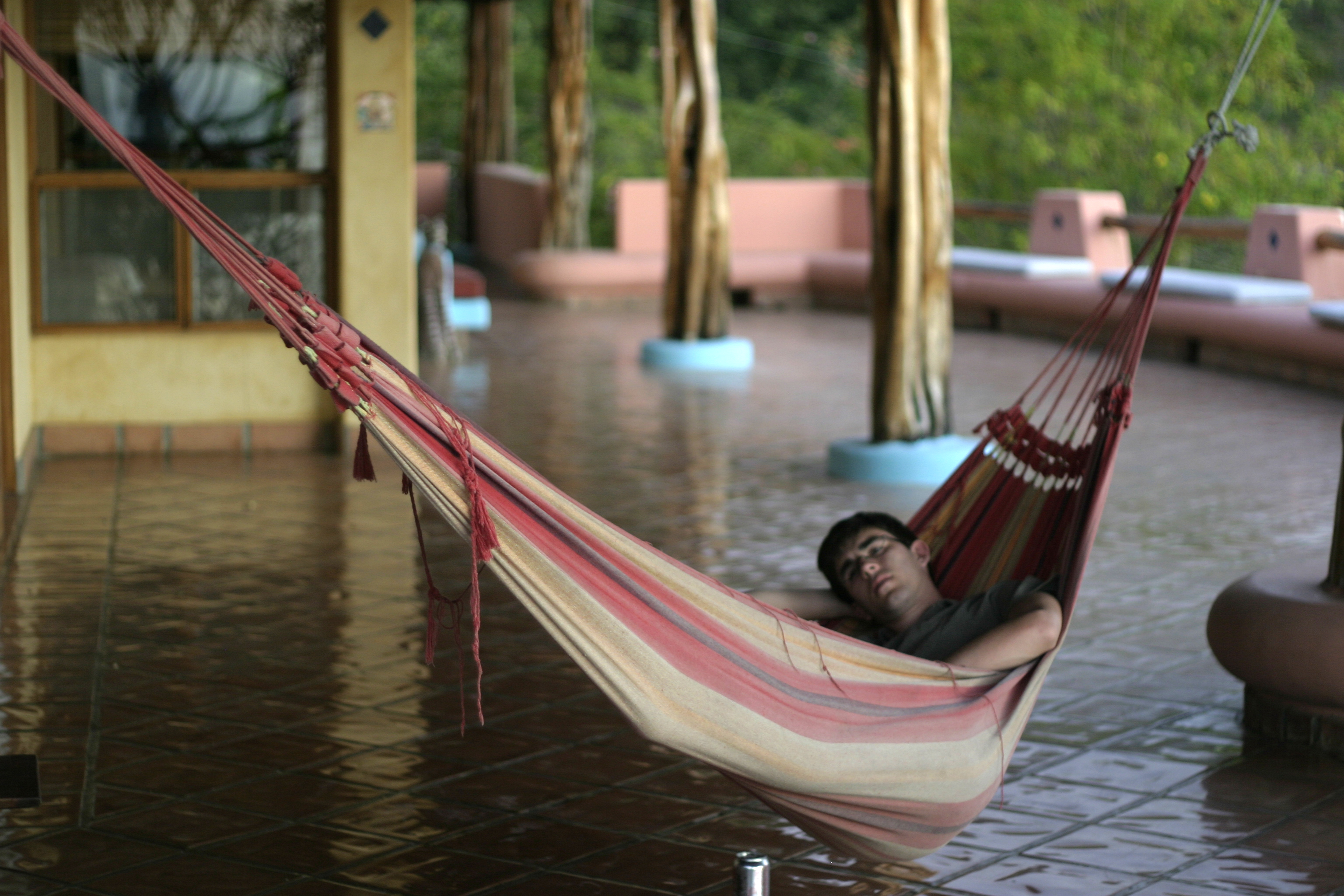
Un home fent la becaina en una hamaca, a un pati de Costa Rica

Una becaina potent, també coneguda com a becaina de la fase 2, és una becaina curta de 20 minuts o menys que finalitza abans que es produeixi un son profund d'ones lentes (SWS), destinat a revitalitzar ràpidament el son. L'expressió "nap" va ser encunyada pel psicòleg social de la Universitat de Cornell, James Maas.
La becaina de 20 minuts augmenta l'alerta i les habilitats motores. Es poden recomanar diverses durades per a les rebeques elèctriques, que són molt curtes en comparació amb el son normal. La curta durada impedeix que els "nappers" dormin tant de temps que entren a la porció d'ona lenta del cicle normal del son sense poder completar el cicle. Entrar en un son profund d'ones lentes i no completar el cicle normal del son pot donar lloc a un fenomen conegut com a inèrcia del son, en què un se sent atordit, desorientat i fins i tot més somnolent que abans de començar la becaina. Per aconseguir un rendiment òptim després de la becaina, una becaina de la fase 2 s'ha de limitar al començament d'un cicle de son, específicament les etapes N1 i N2, normalment de 18 a 25 minuts.
La confirmació experimental dels beneficis d'aquesta breu becaina prové d'un estudi de la Universitat de Flinders a Austràlia en què es van donar períodes de son de 5, 10, 20 o 30 minuts. La millor millora immediata de les mesures d'alerta i rendiment cognitiu es va produir després dels 10 minuts de son. Els períodes de son de 20 i 30 minuts van mostrar evidències d'inèrcia del son immediatament després de les rebeques i millores d'alerta més de 30 minuts després, però no a un nivell superior al dels 10 minuts de son.
Les persones que prenen regularment aquestes rebeques curtes, poden fer una bona idea de la durada que els funciona millor, així com de quines eines, entorn, posició i factors associats ajuden a obtenir els millors resultats. Les rebeques energètiques són efectives fins i tot quan els horaris permeten dormir tota la nit. Mitsuo Hayashi i Tadao Hori han demostrat que una becaina millora el rendiment mental, fins i tot després de dormir tota una nit.

## Becaina estimulant o amb cafeïna
Investigadors britànics van investigar una breu becaina precedida per la ingesta de cafeïna. En un simulador de conducció i en una sèrie d'estudis, Horne i Reyner van examinar els efectes de l'aire fred, la ràdio, una pausa sense becaina, una becaina, una píndola de cafeïna contra un placebo i una becaina curta precedida de cafeïna en subjectes que no tenien son.. La becaina amb cafeïna va ser, amb diferència, la més eficaç per reduir els "incidents" de conducció i la somnolència subjectiva. La cafeïna del cafè triga fins a mitja hora a produir un efecte d'alerta, de manera que "no es veurà compromesa una becaina curta (<15min) si es pren immediatament després del cafè".

## La becaina sistemàtica com a estil de vida
Una idea contemporània anomenada dormir polifàsic implica evitar llargs períodes de son, en lloc de fer rebeques curtes espaiades regularment. Sara Mednick, la investigació del son del qual investiga els efectes de la becaina, va incloure un capítol, "becaina extrema", al seu llibre Take a Nap!. En resposta a les preguntes dels lectors sobre el programa "uberman" del "son polifàsic", va comentar el següent:
Aquesta pràctica es basa en una hipòtesi important que els nostres ritmes biològics són adaptables. Això significa que podem entrenar els nostres mecanismes interns no només sobre quan dormir i despertar, sinó també quan passar gana, tenir energia per fer exercici i realitzar activitats mentals. En aquesta hipòtesi es dedueix que tenim el poder de regular l'estat d'ànim, el metabolisme, la temperatura corporal del nucli, la resposta endocrina i l'estrès, bàsicament tot el que hi ha dins d'aquest recipient de carn que anomenem cos. Realment una gesta d'Uberman!